# Peter Lee Lawrence
Karl Hyrenbach, mais conhecido como Peter Lee Lawrence (Lindau, 21 de fevereiro de 1944 - Roma, 20 de abril de 1974) foi um ator alemão que, apesar de ter tido uma vida curta, desfrutou de uma certa fama ao participar de alguns spaghetti western nas décadas de 60 e 70.

## Morte
Morreu em 20 de abril de 1974, em decorrência de um Glioblastoma.